# 大倭果安
大倭 果安（倭 果安、やまと の はたやす、生没年不詳）は、飛鳥時代から奈良時代にかけての人物。大和国添下郡（現在の奈良市一帯）の人。姓は忌寸。

## 出自
大倭忌寸氏の祖先は、神武天皇即位前紀に現れる椎根津彦（珍彦）であり、本拠地は大和国城下郡大和郷（現在の奈良県天理市）に当たる。天武天皇10年（681年）4月に倭直竜麻呂が連姓を与えられ、同12年（683年）に他の倭直一族にも連が授けられ、2年後（685年）の八色の姓で忌寸姓を授与されたものである。同族に大倭五百足・大和長岡らがいる。長岡の時に神宣により宿禰姓を賜与されている。
『新撰姓氏録』にも、「大和国神別」地祇に「大和宿禰」一族の名前があり、「出自神知津彦命也」とあり、神武紀に記されている神話が記述されている。

## 記録
『続日本紀』巻第六の語るところによると、果安は父母に孝養し、兄弟の仲が良かった。人が病気になったり飢えたりすることがあれば、自分の食糧を持参して巡回し、見舞ったり食物を与えたりした。登美・箭田の二つの里の人民はことごとくその恩義に感じて、敬愛すること親のようであった。元明天皇はこれを表彰し、終身租税の負担を免除した、という。
この時代は、儒教の影響により孝順であると認められた者は、「孝子門」という立て札をその家の門あるいはその里の門の傍らに出し、一族を挙げて表彰されることになっており、『続紀』巻第二によると、文武天皇は、
という詔を出している。これは賦役令17の「孝子順孫条」に基づくものでもある。